# Tordera
Tordera es un municipio y localidad española de la provincia de Barcelona, en la comunidad autónoma de Cataluña. El término municipal, ubicado en el norte de la comarca del Maresme, tiene una población de 18 780 habitantes (INE 2024).
Se encuentra en el límite con la comarca de La Selva, que forma parte de la provincia de Gerona. La localidad está ubicada a unos 35 km de Gerona y a unos 66 km de Barcelona. Se trata del municipio más grande en extensión de la comarca en cuestión (más grande aún que la propia capital, Mataró) y se compone de un núcleo histórico que nace justo al lado de su río, el río Tordera, que desemboca en el mar Mediterráneo, entre Malgrat de Mar y Blanes. Dispone de un cúmulo de barrios, así como de muchas urbanizaciones dispersas por todo su territorio: St. Daniel, Niàgara Park, Àgora Park, St. Pere de Riu, Hortsavinyà, Mas Mora, Mas Reixach, Roca Rossa, Terra Brava o Tordera Park son ejemplos de ello. 
Actualmente Tordera se encuentra en pleno auge demográfico y económico. Ejemplo de esta situación es la reciente construcción de la sede social de Massimo Dutti de España y su considerable crecimiento en población en los últimos años. Tordera tiene su propia radio local, así como numerosas entidades sociales y locales, y está representado por sus equipos de hockey, el cual juega en la máxima categoría española (Ok liga), también tiene equipos de fútbol y baloncesto tanto masculinos como femeninos; también tiene una sección de patinaje artístico dentro del C.P. Tordera.
En lo que a eventos se refiere, Tordera es conocido por su mercado semanal que tiene lugar cada domingo y al que acuden millares de personas de diferentes localidades, e incluso turistas, especialmente en los meses de verano. Otros eventos locales son su fiesta mayor o la Fira Mercat del Ram. 
El escritor modernista Prudenci Bertrana, del cual salieron obras de renombre como Josafat, es torderense ilustre.

## Geografía

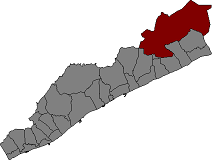
Localización de Tordera en la comarca del Maresme

Integrado en la comarca de El Maresme, se sitúa a 67 km de Barcelona. El término municipal está atravesado por la Autopista del Maresme (C-32) y por la antigua carretera N-II entre los pK 681 y 686, además de por carreteras locales que conectan con Fogars de la Selva y con el Macizo del Montnegre. 
El relieve del municipio incluye zonas montañosas, integradas en el Macizo del Montnegre, y la llanura aluvial del río Tordera, cerca del límite con la provincia de Gerona. La altitud oscila entre los 668 m (Turó d'Encona) y los 13 m a orillas del río Tordera. El pueblo se alza a 40 m sobre el nivel del mar.
| Noroeste: Fogás de Tordera                  | Norte: Fogás de Tordera y Massanet de la Selva (Gerona) | Noreste: Lloret de Mar (Gerona) |
| Oeste: San Celoni                           |                                                         | Este: Blanes (Gerona)           |
| Suroeste: San Cipriano de Vallalta y Pineda | Sur: Santa Susana y Palafolls                           | Sureste: Blanes (Gerona)        |

### Comunicaciones
Tordera está muy bien comunicada entre su propio territorio como con el resto de municipios y otras comarcas. 
Dispone de varias vías por las que entrar y salir del pueblo. Ejemplo de ello es la BV-5122 o la GI-512 en dirección Hostalrich y Massanet de la Selva, respectivamente. Aparte de estas carreteras, la N-II y la C-32 (antigua Via Augusta, (siglo VI a. C.), Tordera dispone también de la A-7 a la altura de Hostalrich.
En lo que a red ferroviaria concierne, Tordera tiene una estación de cercanías que entró en vigor en 1859 y por la que pasa, con frecuencia de una hora, la línea 1 de Rodalies de Catalunya de Barcelona y, recientemente, la línea RG1 con frecuencia de dos horas que recorre el trayecto Figueras-Hospitalet de Llobregat y que ahora permite al pasajero no tener que hacer ningún trasbordo en Massanet de la Selva para ir en dirección Gerona. 
Asimismo: 
- Hay una línea de autobuses que va hacia Barcelona.
- Dispone de otra línea de autobuses con paradas en Tordera pueblo, Palafolls, Blanes, Malgrat de Mar, Santa Susana, Pineda de Mar, Calella y Gerona.
- Dispone de autobús municipal, el TorderaXTots.

## Toponimia
El topónimo de Tordera deriva del latín Turdaria, "lugar o tierra del zorzal común" ("tord en catalán"), y está documentado en el siglo X como Tordaria, que con el tiempo pasaría a ser Tordera. 
El río La Tordera, que transcurre por todo el municipio, también recibe el mismo nombre.
De hecho, durante la Edad Media, al río lo llamaban Tordaria, lo que hace pensar que podía hacer referencia a "tierra de tordos" (más conocido como zorzal común), además de tener en cuenta que estos pájaros eran muy abundantes por el municipio. Curiosamente en el escudo heráldico de Tordera, figura un mirlo.

## Economía
Tordera ya no se basa únicamente en la agricultura y el corcho como antaño. Los recursos hidráulicos del río favorecieron la implantación del sector textil en este pueblo, como la fábrica de acabados y tintes, Fibracolor, cerrada en julio del 2008, y el sector de la construcción.
En la localidad se destaca el polígono industrial de Can Verdalet, lugar donde se ubica la mayoría de naves industriales y empresariales del pueblo. 
La presencia del grupo Inditex, que posee diversas fábricas y centro logísticos en el municipio (Massimo Dutti, por ejemplo), es también un factor económico a tener en cuenta.
Destaca un importante mercado al aire libre que se celebra todos los domingos y que convoca la asistencia de miles de personas de los pueblos cercanos tanto autóctonos como (en verano) turistas procedentes de las potentes áreas hoteleras de la muy cercana Costa Brava y Alt Maresme. Turistas que en verano también acaban, la mayoría, por visitar el castillo medieval de Tordera, donde se lleva a cabo funciones de entretenimiento, como cenas y espectáculos. 
La Fira Mercat del Ram, celebrada a finales de marzo, es un atractivo cultural, gastronómico y tradicional del pueblo, donde acuden miles de personas de distintas localidades.

## Demografía
Tordera cuenta con una población de 18 780 habitantes (INE 2024).
| Gráfica de evolución demográfica de Tordera entre 1842 y 2021 |
| |
| Población de derecho según los censos de población del INE. Población de hecho según los censos de población del INE.Entre el censo de 1930 y el anterior, crece el término del municipio porque incorpora a Orsavinya. |

| 3048                                     | 3357 | 4483 | 8249 | 13 420 | 17 788 |
| (Fuente: http://www.municat.gencat.cat/) |      |      |      |        |        |

- Gráfico demográfico de Tordera 1717 y 2006

## Administración y política
| Periodo   | Nombre                       | Partido  |
| --------- | ---------------------------- | -------- |
| 1979-1983 | Juan Comas Borrás            | CiU      |
| 1983-1987 | Jaume Romagera               | PSC-PSOE |
| 1987-1991 | Jaume Romagera               | PSC-PSOE |
| 1991-1995 | Jaume Romagera               | PSC-PSOE |
| 1995-1999 | Joan Carles García Cañizares | CiU      |
| 1999-2003 | Joan Carles García Cañizares | CiU      |
| 2003-2007 | Joan Carles García Cañizares | CiU      |
| 2007-2011 | Joan Carles García Cañizares | CiU      |
| 2011-2015 | Joan Carles García Cañizares | CiU      |
| 2015-2019 | Joan Carles García Cañizares | CDC      |
| 2019-2023 | Joan Carles García Cañizares | PDeCAT   |
| 2023-act. | Elisabet Megias I Pinós      | PDeCAT   |